# اشمبستيد (باركشير)
اشمبستيد (بالإنجليزية: Ashampstead)‏ هي قرية و أبرشية مدنية تقع في المملكة المتحدة في إنجلترا. يقدر عدد سكانها بـ 398 نسمة .